# コロニー形成率
コロニー形成率 (英: Plating Efficiency、PE) とは懸濁細胞から形成されるコロニー数を表す値である。非常に敏感な試験のため、細胞の栄養要求や、血清のロット、成長因子の影響、毒性試験などにしばしば用いられる。
コロニー形成率とは、播種された細胞100個当たりのコロニーに成長した細胞数である。つまり、播種細胞数に対する、接着-増殖開始した細胞数をパーセントで表したものである。コロニー形成率は以下の計算式により求められる。
{\displaystyle \mathrm {PE} ={\frac {\#\,{\text{cells on day 1}}}{\#\,{\text{cells plated on day 0}}}}\times 100}
または
{\displaystyle \mathrm {PE} ={\frac {\#\,{\text{colonies counted}}}{\#\,{\text{cells inoculated}}}}\times 100}
上式のほうが正確である。
細胞培養における細胞数は通常、播種後に一旦減少する。その後、細胞数は増加に転じるため、コロニー形成率は培養初日における増殖曲線の最小値である。
この生細胞数の減少は、細胞は培養皿に接着する必要があるためである（アノイキス）。
コロニー形成率は細胞培養における増殖特性を示すのに用いられる一般的な特性値の一つである。その他の一般的な特性値は倍加時間、および細胞飽和密度である。